# Калієвський Владислав Ігорович
Владислав Ігорович Калієвський (нар. 17 липня 1996, м. Умань, Україна) — український військовослужбовець, капітан Збройних сил України, учасник російсько-української війни.

## Життєпис
Владислав Калієвський народився 17 липня 1996 року в місті Умані на Черкащині.
Вищу освіту здобув у Національній академії сухопутних військ імені Гетьмана Петра Сагайдачного.
Служить заступником командира механізованого батальйону 72-ї окремої механізованої бригади оперативного командування «Північ» Сухопутних військ Збройних сил України.

## Нагороди
- Хрест бойових заслуг (6 травня 2022) — за визначні особисті заслуги у захисті державного суверенітету та територіальної цілісності України, самовіддане служіння Українському народові та вірність військовій присязі[2].
- Орден Богдана Хмельницького III ступеня (15 червня 2022) — за особисту мужність і самовіддані дії, виявлені у захисті державного суверенітету та територіальної цілісності України, вірність військовій присязі[3].